# Burgerschap
Burgerschap, ook wel staatsburgerschap, is de juridische status van een natuurlijk persoon, veelal samenhangend met de nationaliteit van deze persoon, toegekend door gebruiken of wetten van een staat of internationale verdragen, waardoor deze persoon bepaalde rechten en plichten verkrijgt, te onderscheiden in verschillende categorieën als civiele, politieke en sociale rechten en plichten, en dimensies als sociaal-maatschappelijke, politiek-juridische, economische en het wereldburgerschap. Dragers van het burgerschap worden burger genoemd, een begrip dat vanaf de negende eeuw in de Nederlanden en Duitsland binnen de toen geldende feodale verhoudingen wordt gebruikt. Volgens sommige staatkundige en filosofische theorieën kunnen ook ondernemingen drager van het burgerschap zijn. Estland heeft een en sterk uitgedunde vorm van burgerschap ingevoerd, de e-resident, ofwel digitaal ingezetene, men krijgt geen verblijfsvergunning en geen burgerrechten als actief of passief stemrecht.
Deze term wordt vaak gebruikt in discussies rond integratie.

## Dimensies van burgerschap
In de sociologie worden vier dimensies van burgerschap onderscheiden:
- rechtspositie
- rechten
- participatie
- identiteit

De rechtspositie gaat over formele eisen, het gaat over het recht om toegelaten te worden tot een land (toelatingseisen) en plichten die samenhangen met burgerschap zoals de plicht om belasting te betalen en de plicht om je aan de wetten van het betreffende land te houden.
Rechten zijn de tegenhanger van plichten, waarop heb je recht als burger van een land? Dat betreft in ieder geval burgerrechten zoals vrijheid van godsdienst, vrijheid van meningsuiting. Verder heb je in de meeste westerse landen politieke rechten zoals het recht om een partij op te richten, om te stemmen of om je verkiesbaar te stellen. In verzorgingsstaten hebben burgers van een land daarnaast ook sociale rechten, zoals het recht op een uitkering. Onder sociale rechten vallen ook het recht op onderwijs, recht op arbeid, enzovoorts.
Participatie betekent dat iemand actief meedoet in de maatschappij waar hij woont. Dat kan door te werken, door onderwijs te volgen, door vrijwilligerswerk te doen. Maar ook door culturele activiteiten, zoals het bezoeken van een museum, concert. Participatie slaat dus niet alleen op werken, maar is veel breder dan dat. Het komt erop neer dat iemand meedoet in de maatschappij waarin hij leeft.
De laatste dimensie is de sociale identiteit, de mate waarin iemand zich betrokken voelt bij het land waarin hij woont. Hij voelt een loyaliteit aan het land, identificeert zich met het land en voelt solidariteit met het land en de andere burgers van dat land. Mensen die afstammen van families die al generaties in een land wonen, voelen zich bijna automatisch betrokken bij hun land. Ze hebben een gedeelde geschiedenis, spreken dezelfde taal, kennen de normen en waarden van de gemeenschap. Bij nieuwkomers (immigranten) ligt dat vaak anders, zij voelen zich vaak veel minder verbonden met hun nieuwe land en identificeren zich vaker met hun vaderland. Die dubbele loyaliteit is transnationalisme.

## Verschillende visies op burgerschap
Voor de één is het voldoende als mensen voldoen aan de meest basale vereisten. Heeft iemand formeel het burgerschap en houdt hij zich aan de wetten van het land? Dan is hij burger en kan hij ook gebruikmaken van de rechten die samenhangen met het burgerschap. Actief participeren of zich identificeren met de natie, is niet nodig. Aan de andere kant van het spectrum vinden we mensen die menen dat er pas sprake is van burgerschap als mensen voldoen aan alle dimensies van het burgerschap: ze hebben de formele rechten en plichten, doen actief mee én identificeren zich met het land en de mensen die er wonen. We onderscheiden drie belangrijke stromingen:
- De liberale opvatting
- De neo-republikeinse opvatting
- De communitaristische opvatting

### De liberale opvatting
Dit is de minst vergaande opvatting. De nadruk ligt op de juridische status van de burger, de rechtspositie. Als de rechtspositie in orde is doordat de persoon legaal in het land is en zich aan de wet houdt, dan is deze burger en kunnen burgerschapsrechten geclaimd worden. Actief meedoen of identificatie is niet nodig. De klassieke vrijheidsrechten zijn erg belangrijk binnen deze opvatting. Naast vrijheidsrechten hebben alle burgers sociale rechten: recht op werk, onderwijs, scholing, huisvesting, gezondheidszorg en andere rechten binnen de verzorgingsstaat.

### De neo-republikeinse opvatting
De neo-republikeinen gaan een stapje verder dan de liberalen, de nadruk ligt op participatie. Deze opvatting vraagt een actieve inzet van de burger. Participatie zien de neo-republikeinen als doel en middel tegelijk: door te participeren gaan mensen deel uitmaken van de maatschappij waarin ze leven. Het kunnen spreken van de taal is belangrijk binnen deze visie. Participatie gaat verder dan alleen meedoen op de arbeidsmarkt of in het onderwijs, het omvat ook politieke participatie. Bedoeling is dat de burgers van een land samen vormgeven aan het publieke leven, dat publieke leven kan trouwens pluriform zijn. Er is niet één dominante cultuur volgens de neo-republikeinen.

### De communitaristische opvatting
De communitaristische opvatting gaat het verst. Participeren alleen is niet genoeg, een burger is pas écht burger als deze betrokkenheid voelt bij de samenleving. Bij deze opvatting staan burgerzin, gemeenschapsdenken en lidmaatschap (het gevoel erbij te horen) centraal. De communitaristische opvatting vereist een zekere loyaliteit en een sterke binding en identificatie met de samenleving. Pas als daar sprake van is, is er sprake van burgerschap.

## Kritiek op de wettelijke invulling van burgerschap
Burgerschap wordt meestal begrepen in termen van legaal lidmaatschap van een gemeenschap. Deze gemeenschap die gestoeld is op wettelijke statuten is ook verbonden met een ruimtelijke notie, die van de natiestaat en het daarmee verbonden natuurrecht. Het brengt een conceptie van soevereiniteit met zich mee gebaseerd op een sterk onderscheid tussen binnen en buiten. Mensen zonder legaal lidmaatschap (zonder papieren) leven in de marge van de samenleving en worden geconfronteerd met heel wat uitsluiting. Maar deze specifieke invulling van burgerschap wordt steeds vaker bevraagd.

### Rechtmatige aanwezigheid
On est ici, on est d'ici.
All those who are here are from here.
Wie hier is, is van hier.
Alain Badiou
De filosofie van rechtmatige aanwezigheid geeft een alternatieve invulling aan burgerschap en stelt dat het aanwezig zijn op een bepaalde plaats een voldoende voorwaarde is om burger te zijn. Het begrip daagt hiermee de courante invulling van lidmaatschap begrepen als wettelijk burgerschap uit.

## Burgerschap in Nederland
In immigratielanden zoals de VS, Canada en Australië, speelt de burgerschapsdiscussie al lange tijd een rol. Het was voor die landen al vroeg belangrijk om te bepalen wie burger is en wie niet en wie de met burgerschap samenhangende rechten kan claimen. In Nederland was dat eerst niet het geval, iedereen die in Nederland woonde was burger en kon aanspraak maken op alle rechten die daarmee samenhangen. Sinds de jaren 70 van de 20e eeuw kwamen er steeds meer immigranten naar Nederland. Dat maakte de discussie ook hier relevant.
De term burgerschap werd in het kader van het integratiebeleid (de integratie van allochtonen in de Nederlandse samenleving) voor het eerst officieel genoemd in 1994 (Contourennota 1994). Vanaf dat moment zou burgerschap het leidende beginsel worden binnen de integratiediscussie. In 1994 was actief burgerschap van personen uit etnische minderheidsgroepen voldoende. Ze moesten de taal spreken en actief meedoen aan de maatschappij – een neo-republikeinse opvatting.
Vanaf 2004 werden er meer eisen gesteld – sindsdien wordt van allochtonen ook betrokkenheid verwacht. De verantwoordelijkheid voor inburgering komt ook meer bij de immigranten zelf te liggen. Niet langer nam de overheid ze bij de hand, ze moesten zichzelf actief opstellen: de taal leren, meer weten van normen en waarden, zich actief op de arbeidsmarkt begeven. Zo schoof Nederland vanaf 2004 op richting de communitaristische opvatting. Bij veel allochtonen stuitte dit op verzet: ze wilden hun eigen cultuur behouden en niet assimileren in de Nederlandse samenleving. Veel allochtonen stelden zich op het standpunt dat als ze zich houden aan de wet, ze burger zijn.

### Onderscheiden stijlen
Burgerschapsstijl is een sociologisch begrip voor een leeftijdsgroep binnen de bevolking met een bepaald maatschappelijk waardenpatroon en houdingen ten aanzien van politiek en overheid.
In Nederland worden vier burgerschapsstijlen onderscheiden:

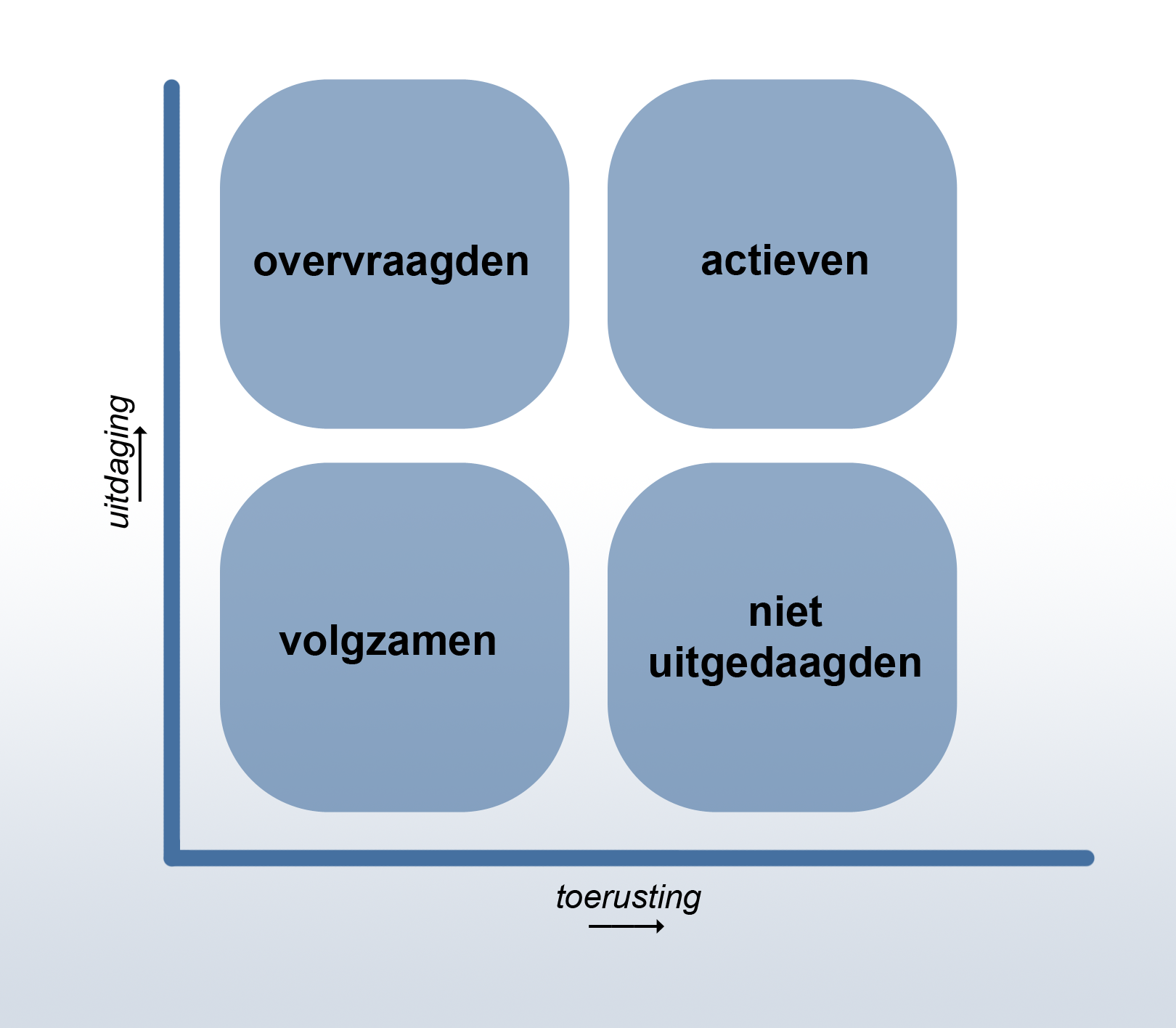
Burgerschapsstijlen van plichtsgetrouwen (volgzamen), verantwoordelijken (actieven), pragmatici (niet-uitgedaagden) en buitenstaanders (overvraagden) uiteengezet tegen uitdaging en toerusting

- Plichtsgetrouwen

Volgzame burgers. Personen in de groep plichtsgetrouwen laten zich voornamelijk leiden door het plichtsgevoel dat ze hebben meegekregen tijdens hun opvoeding; het bepaalt hoe zij vinden dat zijzelf en anderen zich behoren te gedragen. Deze groep volgzame burgers is wat ouder, woont veelal op het platteland, stemde vroeger als vanzelfsprekend CDA en is van nature gezagsgetrouw. Ze heeft moeite de modernisering bij te houden.
- Verantwoordelijken

Actieve burgers. Personen in de groep verantwoordelijken wijzen plicht juist af als leidraad voor hun gedrag. Los van opvattingen uit hun opvoeding maken ze zelf keuzes gebaseerd op het vertrouwen in eigen intellect. In de jaren zestig bevrijdde deze groep zich dan ook van belemmeringen omtrent traditionele maatschappelijke opvattingen over seks en drugs. Ook groeit het verantwoordelijkheidsbesef binnen deze groep omtrent milieu en armoede in de Derde Wereld. Deze actieve burgers zijn goed opgeleid, lezen dagbladen, zijn lid van een omroepvereniging en voelen zich politiek betrokken. Veel vertegenwoordigd door de protestgeneratie (geboren in de periode 1941-1955)
- Pragmatici

Pragmatische burgers. Personen in de groep pragmatici zijn merendeels gedreven en hedonistisch: levensgenieters en sensatiezoekers. Deze groep werkt om geld aan die levensstijl uit te geven, heeft minder interesse in politiek of zaken die buiten hun eigen wereld afspelen. Deze pragmatische burgers wonen - net als de verantwoordelijken - in betere buurten en zijn goed opgeleid, maar hun politieke belangstelling gaat niet verder dan de eigen voordeur.
- Buitenstaanders

Overvraagden. Deze groep bestaat voornamelijk uit lager opgeleiden ten opzichte van de bovenstaande drie groepen. In het professionele leven spelen ze veelal een bijrol. Deze groep richt zich sterk op directe behoeftebevrediging, heeft minder positieve vooruitzichten en hebben vaak sociale wrok omdat ze het gevoel hebben niet mee te komen met de rest van de samenleving. Deze groep overvraagde burgers zijn de lager opgeleiden in de grote steden, de voorsteden en de vinexwijken. Aan de eisen die de maatschappij aan hen stelt (van diploma's tot het invullen van bijvoorbeeld belastingpapieren) kunnen ze niet voldoen. Ze zitten klem tussen een kosmopolitische elite die op deze groep neerkijkt en de migranten die naar hun idee te veel aandacht krijgen.

### Toepassing
De Wetenschappelijke Raad voor het Regeringsbeleid (WRR) bracht in 2005 het rapport Vertrouwen in de buurt uit waarin uit de acht sociale milieus van het Mentality-leefstijlonderzoek vier burgerschapsstijlen getypeerd worden als afhankelijk, actief, afwachtend en afzijdig. De vier groepen zijn gelijkelijk vertegenwoordigd in de maatschappij - elk ongeveer een kwart van de samenleving. Het onderzoeksbureau Motivaction heeft samen met de Commissie Toekomst Overheidscommunicatie en later met de Wetenschappelijke Raad voor Regeringsbeleid onderzoek verricht naar burgerschapsstijlen voor de verhoudingen in Nederland.

## Burgerschapsvorming in het onderwijs
Ook in het onderwijs doet het burgerschaps-debat stof opwaaien in burgerschapsonderwijs.